# Psy i koty: Odwet Kitty
Psy i koty: Odwet Kitty (ang. Cats & Dogs: The Revenge of Kitty Galore, 2010) – amerykańska komedia familijna.

## Fabuła
Diggs, owczarek niemiecki zostaje wyrzucony z policji za niezdarność. Trafia do schroniska, skąd uwalnia go Butch, owczarek anatolijski i agent psiej organizacji zwalczającej rozprzestrzenianie się radykalnego kocizmu. Pokazuje mu kwaterę główną i przedstawia go szefowi - Lou (beagle). Ten pokazuje im tajną transmisję, w której Kitty Galore, była agentka specjalna (uciekła, bo straciła całe futro), mówi o tym, że stworzyła machinę zagłady, która sprawi, że wszystkie psy na całym świecie zwariują, a ta zawładnie nad światem. Lou wyjaśnia również, że Kitty Galore ma haka na gołębia Szymusia.
Diggs i Butch znajdują gołębia, którego chce im sprzątnąć jakaś kotka. Psy wygrywają walkę i okazuje się, że kotka nie jest zła. Pracuje dla kociej agencji MIAUK i jej zadaniem jest złapać Kitty. Butch i Diggs zgadzają się, żeby im pomogła (z niechęcią). Przedstawiają ją Lou (kotka ma na imię Catherine). Nagle łączy się z nimi Tab - szef MIAUK-u. Po krótkiej rozmowie zwierzaki dochodzą do wniosku, że...
Psy i koty będą musiały współpracować!
Z niechęcią Butch, Szymuś, Catherine i Diggs idą śladami Kitty - po drodze muszą uciec z łazienki, bo inaczej utoną w kocim żwirku, przesłuchać kota, który może wiedzieć to i owo o Kitty i walczyć z bliźniakami McDougall. W końcu Butch porządnie denerwuje się na Diggsa i wyrzuca go z drużyny. Catherine mówi, że jeszcze musi skontaktować się z MIAUK. Razem z wilczurem idzie do agencji, a tam prawda o Kitty wychodzi na jaw i to, że wcześniej przesłuchiwany kot miał rację - kocie oko odkryje każdy szczegół. Otóż, właścicielem Kitty jest cyrkowiec (Jack McBrayer), a ona mieszka w jego namiocie. Odnajdują ją, a ta więzi ich przykutych do siebie. Mają ryzyko zatonąć, na szczęście Catherine wydostaje ich obu. Po chwili znajdują Butcha i Szymusia. Kitty uruchamia diaboliczne urządzenie, ale na drodze stają im wcześniej wymienieni herosi. Po krótkiej walce narzędzie Kitty eksploduje, a ta wpada w ręce cyrkowca cała owinięta watą cukrową.
Tymczasem Diggs wraca do swojego pana - policjanta Shane’a (Chris O’Donnell) i zostaje tajnym agentem.

## Obsada

### Aktorzy
- Chris O’Donnell – Shane
- Jack McBrayer – Chuck
- Fred Armisen – Friedrich

### Głosy
- James Marsden – Diggs
- Nick Nolte – Butch
- Christina Applegate – Catherine
- Michael Clarke Duncan – Michael
- Joe Pantoliano – Peek
- Neil Patrick Harris – Chucky
- Roger Moore – Tab Lazenby
- Bette Midler – Kitty Galore

## Wersja polska
Opracowanie i udźwiękowienie wersji polskiej: Studio Genetix Film Factory

Reżyseria: Agnieszka Matysiak

Dialogi: Barbara Robaczewska

Dźwięk i montaż: Agnieszka Stankowska

Organizacja produkcji: Agnieszka Sokół

Wystąpili:
- Ewa Kasprzyk jako Kitty Galore
- Jakub Szydłowski jako Diggs
- Anna Dereszowska jako Catherine
- Marian Dziędziel jako Butch
- Kacper Kuszewski jako Szymuś
- Antoni Pawlicki jako Lou

W pozostałych rolach:
- Krzysztof Dracz
- Wojciech Solarz
- Wojciech Paszkowski jako Tinkles
- Tomasz Steciuk
- Joanna Pach
- Jarosław Boberek
- Karol Wróblewski
- Wojciech Brzeziński
- Cezary Kwieciński
- Monika Pikuła
- Piotr Grabowski
- Grzegorz Pawlak
- Michał Sitarski
- Marzena Rogalska
- Filip Przybylski
- Jacek Zawada
- Andrzej Szopa
- Alicja Rojek
- Ryszard Olesiński
- Marcelina Wójcik - Kociątko 1
- Martyna Sommer - Kociątko 2